# تامر الرفاعي
العميد أركان حرب تامر محمد محمود الرفاعي هو عميد بالجيش المصري، يشغل حالياً منصب المتحدث العسكري للقوات المسلحة المصرية منذ 1 يناير 2017 خلفاً للعميد محمد سمير عبد العزيز.

## التأهيل العسكري
- بكالوريوس العلوم العسكرية (الكلية الحربية).
- الفرق التعليمية الحتمية بسلاح الاستطلاع.
- فرقة القفز الأساسية بالمظلات.
- فرقة معلمي صاعقة راقية.
- فرقة معلمي رماية دبابات.
- ماجستير علوم عسكرية ( كلية القادة والأركان ).
- الدورة الدولية المتقدمة لتحليل المعلومات بجنوب إفريقيا.
- الفرقة الأساسية لمحللي المعلومات باليونان.
- دورة التدريب النظري لحلف الناتو بهولندا.
- دورة تحليل المعلومات لمكافحة الإرهاب من القيادة المركزية الأمريكية.
- دورة تأهيل المراقبين العسكريين.

## التأهيل المدني
- دبلومة إدارة عامة جامعة حلوان .

## الوظائف الرئيسية
- جميع الوظائف الحتمية بسلاح الاستطلاع.
- مراقب عسكري بالأمم المتحدة بجمهورية الكونغو الديمقراطية.
- العمل في مجال تحليل المعلومات بإدارة المخابرات الحربية والاستطلاع.

## الأنواط والميداليات
- نوط الواجب العسكري من الطبقة الأولى.
- ميدالية الخدمة الطويلة والقدوة الحسنة.
- ميداليات (العيد 25 لانتصارات أكتوبر - العيد 50 لثورة يوليو - العيد 25 لتحرير سيناء - 25 يناير 2011 - 30 يونيو 2013 - ميدالية الأمم المتحدة).